# إنديانابوليس 500 سنة 1975
سباق إنديانا بوليس -500 ميل 1975 أقيم في حلبة إنديانابوليس موتور سبيدواي في 25 مايو 1975 وفاز في السباق بوبي أنسر,(435 ميل،ممطر) بمتوسط سرعة 149.213 ميل/س (240.135 كم/س).
وكان أول المنطلقين أنتوني جوزيف فويت جي آر بسرعة 193.976 ميل/س (312.174 كم/س).